# Аркуша Тетяна Антонівна
Тетя́на Анто́нівна Аркуша (нар. 1 квітня 1926, тепер Брянська область, Російська Федерація — ?) — українська радянська діячка, новатор виробництва, пресувальниця Ждановського заводу важкого машинобудування Сталінської (Донецької) області. Депутат Верховної Ради УРСР 5-го скликання.

## Біографія
Народилася в родині селянина-бідняка. Трудову діяльність розпочала колгоспницею.
З 1946 року — підручна пресувальника, пресувальниця ковальсько-пресового цеху № 1 Ждановського заводу важкого машинобудування Сталінської (Донецької) області.
Потім — на пенсії в місті Маріуполі Донецької області.

## Нагороди
- орден Леніна (7.03.1960)
- медалі